# La fuggitiva (film 1912)
La fuggitiva è un cortometraggio muto italiano del 1912 diretto da Roberto Danesi.